# Salah Abdeslam
Salah Abdeslam (Brussel·les, 15 de setembre de 1989) és un home nascut a Bèlgica i amb nacionalitats francesa i marroquina, sospitós de perpetrar atacs terroristes a França. Segons la policia i les autoritats governamentals, és còmplice dels atacs perpetrats per la seva dona pel que fa, almenys, a proporcionar suport logístic als militants, a conduir automòbils acompanyant atacants a les seves destinacions, i amb cert grau d'implicació en la fabricació d'explosius usats en actes de terrorisme. Les empremtes digitals i les imatges de circuit tancat de televisió indiquen que Abdeslam estava implicat personalment en els atemptats de París del 13 i 14 de novembre de 2015, en els quals van perdre la vida 130 persones i altres 368 en resultaren ferides.
Poc després que es coneguessin els detalls dels atacs, algunes publicacions periodístiques el van qualificar d'enemic públic número 1, i les autoritats europees el van qualificar del "més buscat". Després d'escapar de les autoritats policials, esdevingué "l'objectiu d'una de les majors operacions de crida i cerca de la història europea moderna. Europol tenia Abdeslam com el primer d'una llista de criminals buscats, d'un total de 57 individus, el gener de 2016.
Abdeslam és conegut per haver tingut contactes o vincles socials amb Estat Islàmic, ja que aquesta organització va reivindicar l'atac. Dels homes que van perpetrar els atacs, només Salah Abdeslam i Mohammad Abrini hi han sobreviscut, ja que els altres atacants van morir, o bé per haver-se immolat, o bé per haver estat abatuts pels efectius policials.
Després de quatre mesos fugit, Abdeslam fou arrestat durant una operació antiterrorista a Molenbeek-Saint-Jean, a la Regió de Brussel·les-Capital, el 18 de març de 2016. Fou ferit a la cama i fou portat a l'hospital per tractar-lo.

## Biografia

### Infantesa i joventut
Salah Abdeslam va néixer el 15 de setembre de 1989 a Brussel·les, Bèlgica. Els seus pares són immigrants que vivien a Bouyafar, una petita localitat del nord del Marroc, abans d'emigrar.
De petits, Abdeslam i Abdelhamid Abaaoud eren amics, quan vivien a Molenbeek-Saint-Jean. Un altre amic de la infància afirmà que a Abdeslam li agradaven el futbol i les motos. Una dona afirma haver tingut una breu relació sentimental amb Abdeslam l'any 2011, i ell i Abaaoud van continuar sent amics íntims en l'edat adulta.
Abdeslam esdevingué consumidor de cànnabis. També acostumava a beure alcohol en un bar gai. Un altre client del bar es va referir a Abdeslam com a "acompanyant" ((anglès) rent boy).
Abdeslam va treballar com a mecànic per a STIB-MIVB des del setembre de 2009 fins a 2011. Algunes fonts afirmen que es rescindí el seu contracte de feina a causa de les seves repetides absències, però altres fonts properes a Abdeslam afirmen que la rescissió del seu contracte es va deure a algun tipus d'acció criminal, per la qual hauria estat condemnat a un mes de presó.
Des del mes de desembre de 2013, Abdeslam regentava un bar anomenat Les Béguines in Molenbeek, a l'oest de Brussel·les, seguint els passos del seu germà Brahim. La majoria dels clients del bar eren d'origen magribí. El bar va haver de tancar quan les autoritats van detectar que s'hi consumien substàncies al·lucinògenes. El bar tenia el nom de Les Béguines per les beguines, sorgides a Bèlgica prop de l'any 1200, i favorables a les reformes religioses. Abdeslam i el seu germà van vendre el bar unes sis setmanes abans dels atacs.
Segons algunes fonts, les autoritats policials ja coneixien Abdeslam per la comissió de crims menors. Altres fonts afirmen que tant ell com Abaaoud foren empresonats l'any 2010 per robatori amb violència. Segons l'advocat d'Abaaoud, el seu client i Abdeslam foren arrestats el desembre de 2010 per intentar entrar per la força a un garatge. El febrer de 2011, Abdeslam fou condemnat per violació de domicili. El febrer de 2015, fou arrestat per la policia neerlandesa i acusat de possessió de cànnabis. Fou multat amb 70 euros.

### Radicalització
Una dona que mantenia una relació amb Abdeslam en l'època dels atacs afirmà que es va radicalitzar per influència d'Abaaoud, després que aquest últim tornés dels seus entrenaments militars a Síria l'any 2014. Un temps abans dels atacs, Abdeslam va comprar deu detonadors i algunes bateries a una botiga de focs d'artifici dels afores de París.
En els nou mesos anteriors als atacs, es creu que Abdeslam va viatjar a sis països, incloent-hi Alemanya i Àustria, que va visitar l'octubre de 2015, segons el Ministre de l'Interior alemany, Thomas de Maizière.
Ahmet Dahmani era amb Abdeslam l'agost de 2015, quan tots dos van fer un viatge d'anada i tornada d'Itàlia a Grècia en ferri. Dahmani fou arrestat el 21 de novembre a Antalya, Turquia, per ser membre de la xarxa franco-belga d'ISIL.
Abdeslam va ser inclòs en una llista de sospitosos d'haver actuat en activitats terroristes, proporcionada per l'alcaldessa de Molenbeek-Saint-Jean al Servei d'Informació General i Seguretat belga el 26 d'octubre. Posteriorment, l'alcaldessa va afirmar que no va emprar la llista per controlar els presumptes terroristes, i va afegir que això era responsabilitat de la policia federal.
Le Point va informar que Abdeslam va utilitzar el lloc web booking.com per reservar les habitacions 311 i 312 de l'hotel Apart'City a Alfortville, dos dies abans dels atacs. La policia hi va trobar, entre altres objectes, xeringues, pizza i pastís de xocolata. Les restes d'ADN indicaven que Abdeslam va compartir l'habitació amb altres persones. Segons altres fonts, sembla que van ocupar les habitacions entre l'11 i el 17 de novembre. Les imatges de vídeo recuperades per la policia l'11 de novembre mostren que un home anomenat Mohamed Abrini era amb Abdeslam. A les imatges, tots dos van aturar un Renault Clio negre a una estació de servei. Abrini va acompanyar en cotxe a Abdeslam cap a París l'11 de novembre.
Algunes declaracions fetes a France 2 afirmaven que Salah Abdeslam i el seu germà Brahim van discutir la nit del 12 de novembre.

### Implicació en els atemptats de París de 2015
Abdeslam estava implicat donant suport als grups d'atacants, mitjançant el lloguer de cotxes, apartaments i habitacions d'hotel. Una font sense confirmar, presumpte soci d'Abdeslam, afirmà que va sentir Abdeslam manifestar que havia disparat contra persones a París, mentre ell i Abdeslam fugien de la ciutat després dels atacs.
Abdeslam va llogar un Volkswagen Polo negre, que va usar per portar els atacants al teatre Bataclan. Es va seguir la pista tant de Salah com de Brahim Abdeslam fins a dos vehicles, un SEAT i el Volkswagen llogat per Salah. Els ocupants del cotxe també van disparar a clients del restaurant Casa Nostra i La Belle Équipe. Dos homes que hi anaven de passatgers, entre els quals hi havia Brahim Abdeslam, van matar diverses persones utilitzant metralletes mentre eren a les terrasses de bars dels districtes 10è i 11è de París. Posteriorment es va recuperar el SEAT León, i a l'interior es va trobar armament del tipus Kalashnikov. Un altre informe afegeix que es van trobar al vehicle cinc carregadors amb munició i altres onze carregadors sense munició, juntament amb restes d'empremtes digitals.
Posteriorment, una anàlisi forense va trobar suor a un cinturó suïcida que es va trobar al carrer Frederic Chopin del suburbi parisenc de Montrouge. L'ADN de la suor coincidia amb les mostres d'Abdeslam que tenien els serveis policials. L'ADN que es va trobar al cinturó no va coincidir amb les mostres d'ADN d'Abdeslam que va obtenir la policia.
Després de la seva detenció, Abdeslam va confessar que també tenia previst participar en l'atac a l'Stade de France, però es va fer enrere en l'últim moment.

### Fugida
Abdeslam va comprar una targeta SIM a la Place Albert Kahn, al 18è districte de París, cap a les 22.00 hores. Va telefonar a un detingut a la presó de Namur, Abdheila Chouaa, relacionat amb Mohamed Abrini. Llavors Abdeslam va telefonar als seus socis de Brussel·les, demanant que l'ajudessin a escapar en cotxe. Se'l podia sentir plorar en el moment de la trucada. Va deambular pels carrers entre set i nou hores, fins que el van recollir aproximadament a les 07.00 hores. L'anàlisi de la trucada situava Abdeslam a Montrouge a aquella hora, i la trucada fou rebuda per una antena de telefonia mòbil a Châtillon, possiblement a Châtillon-la-Borde o a Châtillon (Alts del Sena).
Salah va telefonar Hamza Attou, demanant la seva ajuda. Attou el va recollir prop del Boulevard Barbès, al 18è districte de París; Hamza Attou i Mohammed Amri foren detinguts per aquesta acció, perquè van acompanyar en cotxe a Abdeslam després dels tirotejos, i les autoritats belgues els van acusar de participació en activitats terroristes. Posteriorment, Attou afirmà que Abdeslam estava plorant en el moment de la trucada.
El cotxe d'Abdeslam, Attou, i Amri fou aturat a un control policial a Cambrai, mentre fugien cap a Bèlgica, però van poder continuar el trajecte perquè en el moment del control no hi havia indicis de la implicació d'Abdeslam en els atacs. Segons el Ministre belga de l'Interior, Jan Jambon, la base de dades de què disposaven els agents al control policial va començar a mostrar detalls sobre Abdeslam quinze minuts després que el cotxe superés el control. Els agents del control també van quedar distrets per l'olor de la marihuana que havien fumat Attou i Amri.
Es creu que Abdeslam va viure durant un temps a l'apartament d'Ayoub Bazarouj després d'arribar a Brussel·les. Bazarouj fou detingut el 16 de novembre i es va escorcollar l'apartament, on es van trobar deu telèfons mòbils.
Ali Oulkadi, detingut per la policia de Brussel·les, va ajudar Abdeslam portant-lo en cotxe a una altra zona de Brussel·les el 14 de novembre. Oulkadi afirma que va rebre una trucada telefònica d'algú que li demanava que portés una persona a un lloc no especificat. Oulkadi manifestà no conèixer en aquell moment que la persona era Abdeslam. Oulkadi conduí fins a Laeken, on va trobar Abdeslam i la persona que va fer la trucada. Oulkadi i Abdeslam van anar a una cafeteria on van tenir una discussió sobre els esdeveniments de París. Posteriorment, Abdeslam seguí indicacions per anar a Schaerbeek.

### Cerca policial
Les autoritats franceses i belgues van publicar la fotografia i el nom d'Abdeslam el 15 de novembre de 2015. Mohamed, el germà d'Abdeslam, va enviar un missatge televisat al seu germà, demanant-li que s'entregués si estava involucrat en els atacs.
El 9 o el 10 de desembre, la policia va entrar a un apartament del número 86 de la Rue Berge del districte de Schaerbeek de Brussel·les, que havia estat llogat amb un nom fals. La policia hi va trobar, entre altres proves, una empremta digital que pertanyia a Abdeslam, traces d'un explosiu conegut com a TATP, i tres cinturons fets a mà. Abdeslam viatjà a l'apartament d'Henri Bergé el 14 de novembre, i sembla que va abandonar-lo després de dos escorcolls realitzats per la policia el 4 de desembre.
A les 10.00 del 16 de desembre, la policia belga va entrar a un indret on se suposava que s'havia estat amagant Abdeslam. Es va informar que no era possible que les autoritats entressin al lloc el dia anterior, perquè existeix una llei a Bèlgica que prohibeix els escorcolls entre les 21.00 i les 05.00 hores, llevat de les situacions en què els agents hagin d'intervenir per capturar criminals sospitosos de certs crims. A més, els agents van haver d'esperar per tal d'eliminar el risc cap als nens d'una escola propera i cap a uns 200-300 feligresos d'una mesquita, totes dues properes al lloc de la intervenció policial.
La premsa francesa va publicar noves imatges d'Abdeslam l'11 de gener de 2016. Les imatges fores preses d'una estació de servei situada a Trith-Saint-Léger i datada l'endemà dels atacs.
El 25 de gener de 2016, es va informar que uns vídeos publicats per Estat Islàmic mostraven imatges de nou persones implicades en els atacs, totes elles mortes; no hi havia cap imatge d'Abdeslam.
La policia belga va trobar restes d'ADN d'Abdeslam en un apartament a Forest el 15 de març de 2016. Els fiscals van confirmar la troballa a AFP després que ja haguessin informat els mitjans belgues. La cadena RTBF afirmà que era "més que probable" que Abdeslam fos un dels dos sospitosos que van fugir de l'apartament després de l'escorcoll.

### Captura
El 18 de març de 2016, Abdeslam fou detingut en una operació antiterrorista en un apartament localitzat a la Rue des Quatre Vents de Molenbeek, a Brussel·les. Abdeslam va rebre un tret a la cama mentre intentava fugir de la policia. L'operació va començar a les 15.30 hores aproximadament, una hora després que els fiscals confirmessin que havien trobat una empremta d'Abdeslam a un apartament al districte de Forest de Brussel·les. Abdeslam fou capturat cap a les 18.00 hores.
Sembla que les sospites de la policia van sorgir a causa que una persona de l'apartament va fer una comanda de pizza inusualment gran; quan els agents policials van arribar-hi, van trobar la dona que va encarregar la pizza, altres dos adults, nens, i Abdeslam.
De resultes de l'escorcoll, un altre sospitós va morir. Foren detingudes diverses persones més, incloent-hi el sospitós ferit i tres dels familiars d'Abdeslam que suposadament l'havien acollit. Tres dies després de la seva detenció es van produir uns atemptats a Brussel·les, a l'aeroport i el metro de la capital belga, que alguns investigadors consideren que van ser propiciats, o si més no accelerats, per la detenció d'Abdeslam.Finalment va ser extradit a França per ser jutjat.